# Các cuộc xung đột tại Biên giới Syria - Thổ Nhĩ Kỳ trong cuộc nội chiến Syria
Khi các cuộc biểu tình mùa xuân Ả Rập ở Syria biến thành một cuộc nội chiến toàn diện, biên giới Syria - Thổ Nhĩ Kỳ dài 822 km (511 dặm) đã trở thành nơi xung đột quân sự nhỏ giữa quân đội Thổ Nhĩ Kỳ và các phe phái khác nhau trong chiến tranh về phía Nam.
Một trong những vấn đề nghiêm trọng nhất xảy ra vào ngày 3 tháng 10 năm 2012, khi một quả đạn pháo binh bắn ra từ Syria bởi quân đội Syria đã giết chết 5 người và làm bị thương ít nhất 10 công dân Thổ Nhĩ Kỳ ở thị trấn Akçakale thuộc tỉnh Şanlıurfa, Thổ Nhĩ Kỳ. Các đơn vị pháo binh của lực lượng vũ trang Thổ Nhĩ Kỳ đã thực hiện cuộc tấn công bằng pháo binh tàn khốc vào các đồn đóng quân đội Syria.

## 2016 incidents
Ngày 1 tháng 2, Syria cáo buộc quân đội Thổ Nhĩ Kỳ bắn phá một địa điểm ở tỉnh Latakia phía bắc nước này. Vì vụ bắn phá, các thường dân đã bị thương. Chính phủ Syria đã lên án vụ tấn công này.
Ngoài ra, Bộ Quốc phòng Nga đã đưa ra một video cho thấy quân đội Thổ Nhĩ Kỳ bắn phá lãnh thổ Syria bằng cách sử dụng pháo binh hạng nặng nằm gần biên giới. Theo Tổng Tham mưu của Syria, các nhóm đối lập Syria cũng cung cấp bằng chứng bằng video về việc quân đội Thổ Nhĩ Kỳ bắn phá lãnh thổ Syria.
Vào ngày 13 tháng 2 năm 2016, Thổ Nhĩ Kỳ bắt đầu bắng phá bằng pháo binh vào người Kurd ở phía bắc Aleppo và tại Azaz khi họ tiến quân chống lại các nhóm đối lập. Hoa Kỳ thúc giục Thổ Nhĩ Kỳ ngừng việc bắn phá người Kurd và tập trung vào cuộc chiến với nhóm Nhà nước Hồi giáo IS. Tuy nhiên, Thổ Nhĩ Kỳ đã thách thức các kêu gọi của Hoa Kỳ và Pháp và tiếp tục bắn phá vào ngày hôm sau . Ngoài ra, trong một cuộc điện thoại với Thủ tướng Đức Angela Merkel, Thủ tướng Thổ Nhĩ Kỳ Ahmet Davutoglu nói rằng Thổ Nhĩ Kỳ sẽ tiếp tục tấn công các chiến sĩ người Kurd ở Syria. Các quan chức người Kurd nói rằng có ít nhất ba chiến sĩ YPG đã chết vì vụ bắn phá bắt đầu vào thứ bảy.
Syria cho biết Thổ Nhĩ Kỳ tấn công một hành vi vi phạm lãnh thổ của họ, và kêu gọi Hội đồng Bảo an LHQ hành động để "chấm dứt các tội ác của chế độ Thổ Nhĩ Kỳ". Họ cũng cáo buộc Ankara cho phép khoảng 100 tay súng vào Syria, và Tổ chức quan sát về Nhân quyền Syria nói rằng khoảng 350 chiến sĩ Hồi giáo đã được phép đi qua lãnh thổ Thổ Nhĩ Kỳ vào ngày 14 tháng 02 năm 2016 để tăng cường các phiến quân Hồi giáo ở Azaz và Tal Rifaat.
Pháo binh Thổ Nhĩ Kỳ cũng nhắm vào lực lượng Syria trong cả hai ngày đó .
Chính phủ Syria đã cáo buộc Thổ Nhĩ Kỳ, Qatar và Ả-rập Xê-út đứng đằng sau một làn sóng đánh bom ở các thành phố ven biển của Tartous và Jableh. Ít nhất năm người đeo bom tự sát và hai thiết bị được gắn vào xe ô tô đã giết gần 150 người và làm bị thương ít nhất 200 người. Nhà nước Hồi giáo đã tuyên bố chịu trách nhiệm về các vụ tấn công này . Các cuộc tấn công là những cuộc tấn công đầu tiên của họ ở Tartous và Jableh. Đây là một khu vực của Syria đã thoát khỏi cuộc nội chiến tồi tệ nhất cho đến những cuộc tấn công này . Những thành phố này là lãnh thổ do chính phủ kiểm soát đã đặt căn cứ quân sự của Nga.